# Стоєнешть (Джурджу)
Стоєнешть, Стоєнешті (рум. Stoenești) — село у повіті Джурджу в Румунії. Входить до складу комуни Стоєнешть.
Село розташоване на відстані 36 км на південний захід від Бухареста, 28 км на північ від Джурджу.

## Населення
За даними перепису населення 2002 року у селі проживали 2067 осіб. Усі жителі села рідною мовою назвали румунську.
Національний склад населення села:
| Національність | Кількість осіб | Відсоток |
| -------------- | -------------- | -------- |
| румуни         | 2037           | 98,5%    |
| цигани         | 29             | 1,4%     |